# 杨贵

杨贵（1928年5月28日—2018年4月10日）曾用名杨绍青、杨苏甡，河南省卫辉市（原汲县）人，中国共产党党员、曾任中华人民共和国官员，中国共产党第十届中央委员会候补委员，红旗渠总设计师。

## 生平
1936年起，八岁的杨贵在罗圈村念私塾。直至1941年国民党政府将老师逮捕关进监狱，罗圈村学校停办。此后杨贵在家帮母亲做家务和农活。1942年秋冬，杨贵参与组织山区群众抗粮斗争。后因被人告密，国民党政府抓杨贵四次，但都未成功。1943年春，中国共产党解放汲县山区，杨贵当选为罗圈村农民抗日救国会副主席，领导减租减息。同年4月，杨贵加入中国共产党，任党支部书记。同年6月，当选为汲县一区农民抗日救国会副主席。1945年春，县委调他任汲淇县五区抗日救国联合会主席。同年10月，任五区区长。1947年4月，任淇县五区区长。同年7月6日，在淇县三里屯村反击国民党军包围的战斗中负伤，返回后方接受治疗。同年9月伤还没有痊愈，又调到淇县前方指挥部工作。1948年2月，因为二区区长闫惠民牺牲，杨贵调任二区区长。1948年10月，任中共淇县六区区委书记兼区长。1949年7月，任中共淇县县委委员，并继续兼任六区区委书记。
1949年10月中华人民共和国成立后，杨贵任中共淇县县委委员，县委办公室主任兼淇县五区区委书记。1950年8月，任中共汤阴县委宣传部长。1952年12月，任中共安阳地委办公室副主任。1954年5月任中共林县县委书记。1958年，安阳、新乡两个地委合并以后，任中共新乡地委委员兼林县县委第一书记、林县武装部政委。1962年恢复安阳地委后，1965年任中共安阳地委副书记兼林县县委第一书记、林县人民武装部政委、红旗渠建设总指挥部政委。
“文化大革命”开始后，1966年12月被罢官批斗。1968年4月，在周恩来关怀下，任林县革命委员会主任、中共林县县委书记、林县武装部政委，继续领导红旗渠建设配套工程的建设。1969年7月，调到洛阳地区，任中共洛阳地委常委、洛阳地区革委会副主任。1972年在林县采访的新华社记者华山，给来当地考察的康克清写了一封长信反映了杨贵被迫调离害遭的情况。康克清马上起草了一封信连同华山的信一同派专人紧急送往北京周恩来。1972年10月，任中共安阳地委书记兼林县县委第一书记。1973年2月，任中共河南省委常委，省委分工任河南省生产指挥部党的核心小组副组长、副指挥长，并继续兼任中共安阳地委书记、林县县委第一书记。同年6月，协助中共河南省委书记刘建勋抓全面工作，到中共河南省委办公。1973年8月，在中国共产党第十次全国代表大会上，经周恩来提名，当选为中国共产党第十届中央委员会候补委员。
1973年11月16日，周恩来在中共中央政治局会议上提议杨贵调到中华人民共和国公安部工作。任公安部负责人，仍兼河南省、地、县职务。1979年，杨贵调到中华人民共和国第五机械工业部工作，到山东渤海农场任副场长。1982年12月，调到中华人民共和国农业部工作，任国务院“三西”地区办公室副主任。1986年，国务院扶贫办公室成立，任扶贫办公室顾问。1992年，任河南省红旗渠精神研究会名誉会长。1995年6月离休。
1996年，获中共山西省委、山西省人民政府聘为山西省引黄入晋顾问，参与工程考察及研究。2000年，获中国医学科学院肿瘤防治研究会聘为顾问。2002年9月，当选为北京市丰台区方庄地区侨联主席。2006年3月，中央批准职级为副部长级。同年8月，中央批准享受中央、国家机关部长级医疗待遇。